# Área Metropolitana Córdoba

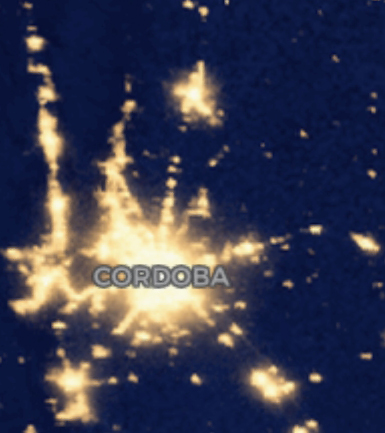
Imagen satelital nocturna que muestra al aglomerado urbano del Gran Córdoba.

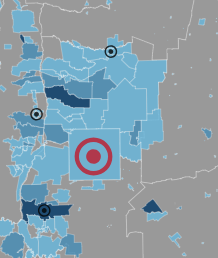
Ciudad de Córdoba y municipios de su área metropolitana (según la ley 9595) y su densidad poblacional.

Se conoce como Área Metropolitana Córdoba, a veces denominado Gran Córdoba, al espacio geográfico que donde se encuentran las poblaciones fuertemente vinculadas a la ciudad de Córdoba. El área no constituye una categoría jurídica o administrativa diferenciada, ni tiene límites rígidos, sino que los mismos se adaptan según el objetivo.
La ley 4595 del convenio para el Ordenamiento Territorial del Área Metropolitana incluye en la misma 52 comunas. El Ente Metropolitano Córdoba —institución pública, autónoma y autárquica— está conformado por 16 gobiernos locales, a los cuales se han sumado 8 más en abril de 2025. La denominación de Gran Córdoba es más común en el contexto que da el INDEC de aglomerado urbano: una mancha urbana continua alrededor de la ciudad de Córdoba. En general, el área metropolitana excede a la mancha urbana, y mientras que la primera está compuesta por municipios, la segunda está constituida por localidades censales, que pueden comprender la totalidad o parte de un municipio; en total, hay 16 comunas cuyo ejido está parcialmente incluido en el aglomerado.
| Comuna                    | Ley 4595 | Ente Metropolitano | Censo 2022                                                                         |
| ------------------------- | -------- | ------------------ | ---------------------------------------------------------------------------------- |
| Agua de Oro               | Sí       | Sí                 | Sí                                                                                 |
| Alta Gracia               | Sí       |                    |                                                                                    |
| Bialet Massé              | Sí       |                    |                                                                                    |
| Bouwer                    | Sí       | Sí                 |                                                                                    |
| Calchín                   | Sí       |                    |                                                                                    |
| Capilla de los Remedios   | Sí       |                    |                                                                                    |
| Casa Grande               | Sí       |                    |                                                                                    |
| Colonia Caroya            | Sí       |                    |                                                                                    |
| Colonia Tirolesa          | Sí       | Sí                 | Solo Las Chacras                                                                   |
| Colonia Vicente Agüero    | Sí       |                    |                                                                                    |
| Córdoba                   | Sí       | Sí                 | Sí                                                                                 |
| Cosquín                   | Sí       |                    |                                                                                    |
| Despeñaderos              |          | En proceso         |                                                                                    |
| El Manzano                | Sí       | Sí                 | Sí                                                                                 |
| Estación General Paz      | Sí       | En proceso         |                                                                                    |
| Estación Juárez Celman    | Sí       | Sí                 | Solo Parque Norte - Guiñazú Norte y Finca del Sol - San Francisco - Catalina Norte |
| Estancia Vieja            | Sí       |                    |                                                                                    |
| Falda del Carmen          | Sí       |                    |                                                                                    |
| Icho Cruz                 | Sí       |                    |                                                                                    |
| Jesús María               | Sí       |                    |                                                                                    |
| La Calera                 | Sí       | Sí                 | Sí                                                                                 |
| La Falda                  | Sí       |                    |                                                                                    |
| La Granja                 | Sí       | Sí                 | Sí                                                                                 |
| Los Cedros                | Sí       | Sí                 |                                                                                    |
| Lozada                    | Sí       | En proceso         |                                                                                    |
| Malagueño                 | Sí       | Sí                 | Solo Barrio Gilbert - Tres Tejas                                                   |
| Malvinas Argentinas       | Sí       | Sí                 | Sí                                                                                 |
| Mayu Sumaj                | Sí       |                    |                                                                                    |
| Mendiolaza                | Sí       | Sí                 | Sí                                                                                 |
| Mi Granja                 | Sí       | Sí                 |                                                                                    |
| Montecristo               | Sí       | Sí                 |                                                                                    |
| Pilar                     | Sí       |                    |                                                                                    |
| Rafael García             | Sí       | En proceso         |                                                                                    |
| Río Ceballos              | Sí       | Sí                 | Sí                                                                                 |
| Río Primero               | Sí       | En proceso         |                                                                                    |
| Río Segundo               | Sí       |                    |                                                                                    |
| Saldán                    | Sí       | Sí                 | Sí                                                                                 |
| Salsipuedes               | Sí       | Sí                 | Sí                                                                                 |
| San Antonio de Arredondo  | Sí       |                    |                                                                                    |
| San Roque                 | Sí       |                    |                                                                                    |
| Santa María de Punilla    | Sí       |                    |                                                                                    |
| Tala Huasi                | Sí       |                    |                                                                                    |
| Tanti                     | Sí       |                    |                                                                                    |
| Tinoco                    | Sí       |                    |                                                                                    |
| Toledo                    | Sí       | Sí                 |                                                                                    |
| Unquillo                  | Sí       | Sí                 | Sí                                                                                 |
| Valle Hermoso             | Sí       |                    |                                                                                    |
| Villa Allende             | Sí       | Sí                 | Sí                                                                                 |
| Villa Carlos Paz          | Sí       |                    |                                                                                    |
| Villa Cerro Azul          | Sí       | Sí                 | Sí                                                                                 |
| Villa del Prado           | Sí       |                    |                                                                                    |
| Villa Parque Santa Ana    |          | En proceso         |                                                                                    |
| Villa Parque Síquiman     | Sí       |                    |                                                                                    |
| Villa Santa Cruz del Lago | Sí       |                    |                                                                                    |

El Área Metropolitana de Córdoba surgió inicialmente por el crecimiento de varias localidades recostadas en los faldeos orientales de la Sierra Chica y a lo largo de la ruta nacional 9. Debido a esto, la conurbación se extiende sobre una región geográfica variada: las localidades al sudoeste se encuentran en la región pampeana (en la llanura y penillanura pampeana), mientras que en el noroeste se encuentran localidades serranas.
El crecimiento desigual de la conurbación causó que el Área Metropolitana se extienda aproximadamente 65 km hacia el noroeste de la ciudad de Córdoba, mientras que hacia el resto de los puntos cardinales la distancia ronda los 15 km. Esto se debe principalmente al uso de tierras para agricultura y a una infraestructura más escasa hacia el sureste. En cambio, hacia el oeste el crecimiento muestra una aceleración constante y en algunos casos drástica: en los últimos 20 años el promedio de crecimiento para las localidades del oeste de la conurbación fue de un 210%. Algunas localidades como Villa Carlos Paz crecieron un 53%, aunque el récord lo ostenta Mendiolaza, que pasó de ser un pequeño pueblo de mil habitantes a superar los diez mil en sólo dos décadas, lo cual significó un 570% de crecimiento.

## Zonas del Área Metropolitana de Córdoba
Zona de Sierras Chicas: Localidades y ciudades ubicadas al este del cordón montañoso de las Sierras Chicas, al noroeste de la ciudad de Córdoba, y siguiendo el trazado de la Ruta Provincial E-53. Estas ciudades fueron las primeras en formar una conglomeración con a la capital provincial y marcaron un auge de la construcción.
Zona de Paravachasca: Localidades se recuestan sobre el faldeo sur de las Sierras Chicas al Suroeste de la ciudad de Córdoba. La mayor de ellas es Alta Gracia, que se encuentra fusionada a numerosas pequeñas poblaciones.
Zona de Punilla: Localidades del Valle de Punilla, al oeste de la ciudad de Córdoba y las Sierras Chicas. Crecieron de a poco formando una ciudad lineal a lo largo de la Ruta Nacional 38. En los últimos años han experimentado una explosión demográfica que ha aumentado significativamente su población, conectándose con la ciudad de Córdoba por la Autopista Córdoba-Villa Carlos Paz.

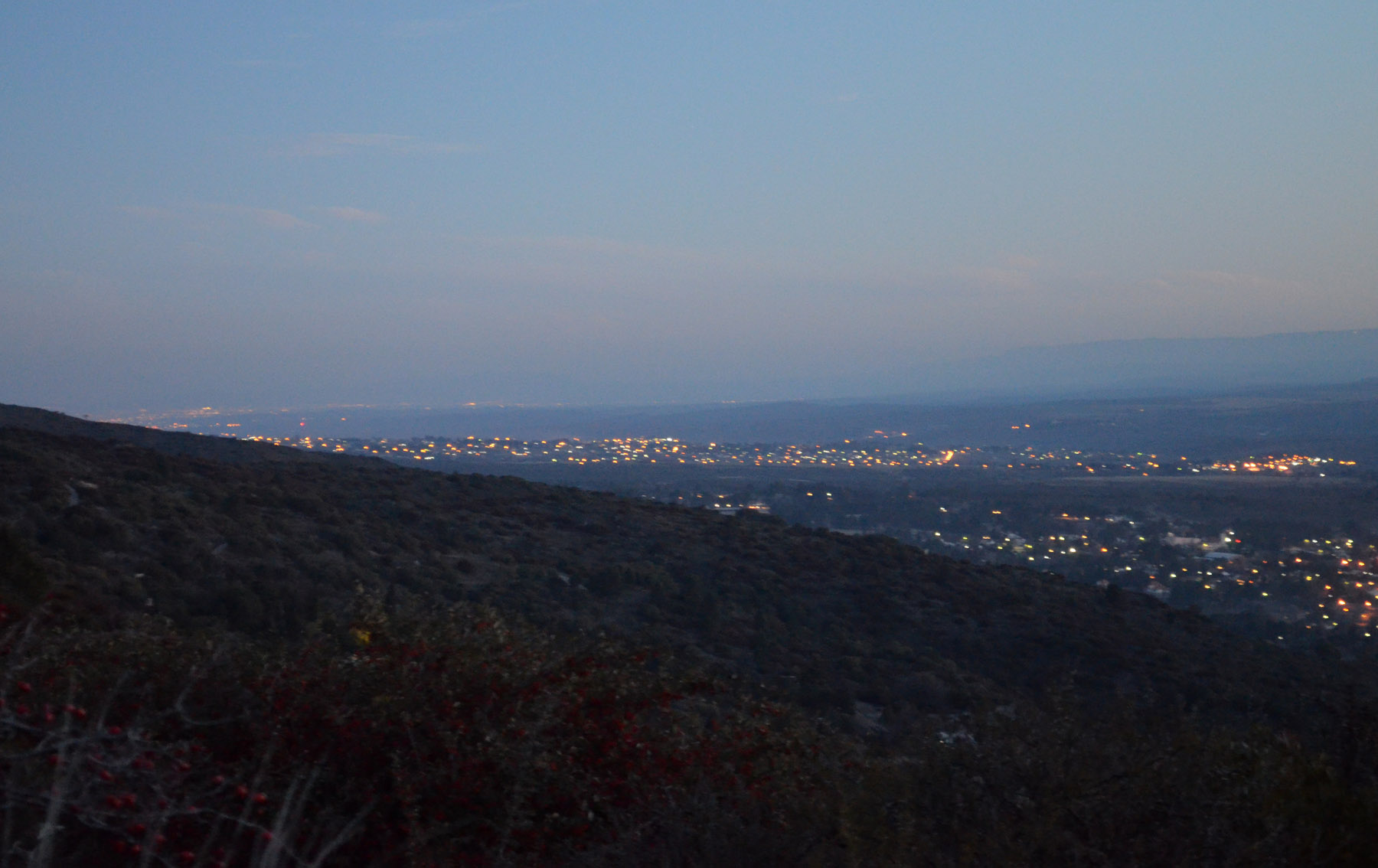
Punilla visto desde el norte. La Cumbre en primer término, La Falda en el centro y Villa Carlos Paz detrás.

Cinturón Verde: Las localidades que se encuentran sobre el llamado "cinturón verde" se encuentran ubicadas al Sur y Este de la ciudad de Córdoba. A diferencia de las anteriores zonas mencionadas, no experimentan un crecimiento demográfico tan excesivo.
Ciudades cercanas "no fusionadas" al aglomerado urbano: Ciudades cercanas a Córdoba, que no se encuentran fusionadas a la misma. La mayoría de ellas rodeadas de campos de cultivos de gran extensión; pero que por su cercanía e intercambio con Córdoba son incluidas en el Área Metropolitana de Córdoba.

## Población

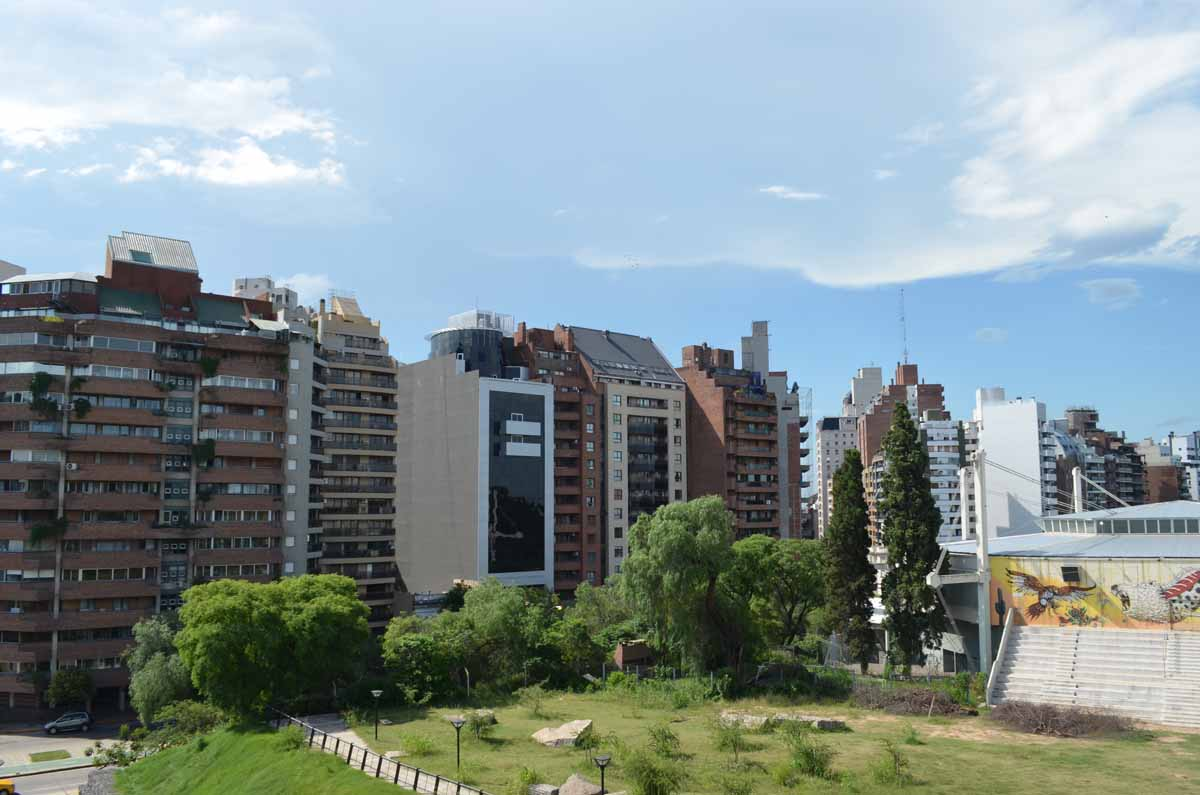
Los edificios de Córdoba son de altura pequeña, señal que la ciudad crece horizontalmente y no hacia arriba.

De acuerdo al censo del año 2022 del INDEC, el Gran Córdoba tiene una población de 1 705 741 habitantes.
| Componente                                     | Departamento | Gobierno local         | Población |
| ---------------------------------------------- | ------------ | ---------------------- | --------- |
| Córdoba                                        | Capital      | Córdoba                | 1.493.668 |
| La Calera                                      | Colón        | La Calera              | 45.480    |
| Villa Allende                                  | Colón        | Villa Allende          | 36.516    |
| Río Ceballos                                   | Colón        | Río Ceballos           | 26.692    |
| Unquillo                                       | Colón        | Unquillo               | 24.901    |
| Malvinas Argentinas                            | Colón        | Malvinas Argentinas    | 15.964    |
| Salsipuedes                                    | Colón        | Salsipuedes            | 15.560    |
| Mendiolaza                                     | Colón        | Mendiolaza             | 14.624    |
| Saldán                                         | Colón        | Saldán                 | 12.672    |
| Parque Norte - Guiñazú Norte                   | Colón        | Estación Juárez Celman | 5.250     |
| La Granja                                      | Colón        | La Granja              | 4.280     |
| Barrio Gilbert (1º de Mayo) - Tres Tejas       | Santa María  | Malagueño              | 4.251     |
| Agua de Oro                                    | Colón        | Agua de Oro            | 3.086     |
| El Manzano                                     | Colón        | El Manzano             | 1.767     |
| Villa Cerro Azul                               | Colón        | Villa Cerro Azul       | 492       |
| Las Chacras                                    | Colón        | Colonia Tirolesa       | 344       |
| Finca del Sol - San Francisco - Catalina Norte | Colón        | Estación Juárez Celman | 194       |

Según la definición del Área Metropolitana Córdoba de la ley 9595 la población del Área Metropolitana asciende a 2 156 788 habitantes.
| Gobierno local            | Población |
| ------------------------- | --------- |
| Agua de Oro               | 3242      |
| Alta Gracia               | 60695     |
| Bialet Massé              | 9910      |
| Bouwer                    | 1729      |
| Calchín                   | 2940      |
| Capilla de los Remedios   | 1197      |
| Casa Grande               | 1406      |
| Colonia Caroya            | 25261     |
| Colonia Tirolesa          | 8154      |
| Colonia Vicente Agüero    | 412       |
| Córdoba                   | 1505250   |
| Cosquín                   | 25461     |
| El Manzano                | 1827      |
| Estación General Paz      | 2750      |
| Estación Juárez Celman    | 13890     |
| Estancia Vieja            | 2357      |
| Falda del Carmen          | 2066      |
| Villa Río Icho Cruz       | 2857      |
| Jesús María               | 36582     |
| La Calera                 | 45689     |
| La Falda                  | 16937     |
| La Granja                 | 4818      |
| Los Cedros                | 1595      |
| Lozada                    | 1189      |
| Malagueño                 | 25918     |
| Malvinas Argentinas       | 16122     |
| Mayu Sumaj                | 2876      |
| Mendiolaza                | 14718     |
| Mi Granja                 | 2794      |
| Montecristo               | 14938     |
| Pilar                     | 18674     |
| Rafael García             | 636       |
| Río Ceballos              | 27136     |
| Río Primero               | 11726     |
| Río Segundo               | 22258     |
| Saldán                    | 12891     |
| Salsipuedes               | 15997     |
| San Antonio de Arredondo  | 6129      |
| San Roque                 | 2476      |
| Santa María de Punilla    | 12108     |
| Tala Huasi                | 200       |
| Tanti                     | 11035     |
| Tinoco                    | 472       |
| Toledo                    | 6367      |
| Unquillo                  | 25240     |
| Valle Hermoso             | 7369      |
| Villa Allende             | 36982     |
| Villa Carlos Paz          | 71719     |
| Villa Cerro Azul          | 509       |
| Villa del Prado           | 4051      |
| Villa Parque Síquiman     | 3561      |
| Villa Santa Cruz del Lago | 3672      |

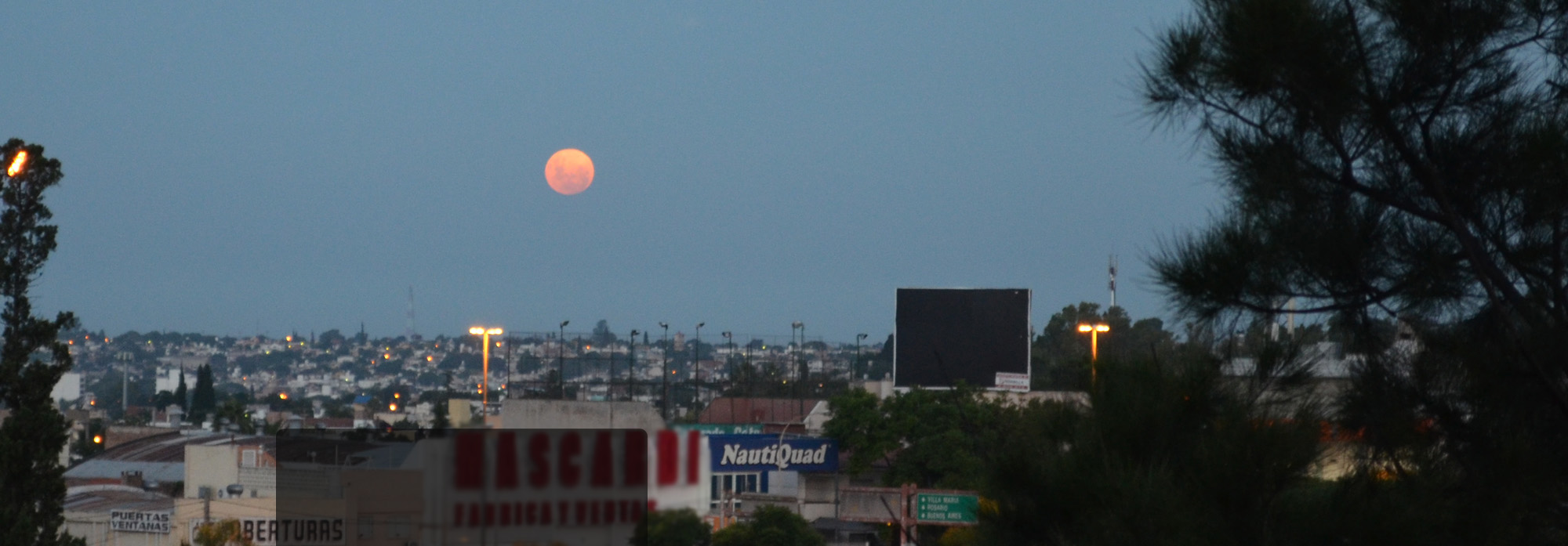
La luna y el atardecer sobre los barrios del este de la capital, fotografía tomada desde el Parque Sarmiento.

Tabla que muestra el desarrollo demográfico de las últimas décadas en los poblados del corredor de Sierras Chicas, los primeros en verse fusionados a la ciudad de Córdoba, donde se aprecia el significativo aumento de la población.
| Córdoba                                          | Capital | 1.329.604 | 1.307.427 | 1.284.582 | 1.157.507 | 970.024   | 781.565 | 586.015 |
| La Calera                                        | Colón   | 31.972    | 30.561    | 24.796    | [ 11 ]    | [ 11 ]    | [ 11 ]  | [ 11 ]  |
| La Calera                                        | Colón   | -         | -         | 21.946    | [ 11 ]    | [ 11 ]    | [ 11 ]  | [ 11 ]  |
| Dumesnil                                         | Colón   | -         | -         | 2.850     | [ 11 ]    | [ 11 ]    | [ 11 ]  | [ 11 ]  |
| Villa Allende                                    | Colón   | 27.738    | 27.514    | 21.683    | 16.025    | 11.753    | 11.360  | 5.548   |
| Río Ceballos                                     | Colón   | 19.688    | 19.133    | 16.632    | 12.802    | 9.603     | [ 11 ]  | [ 11 ]  |
| Unquillo                                         | Colón   | 18.086    | 17.183    | 15.369    | 11.693    | 7.506     | [ 11 ]  | [ 11 ]  |
| Salsipuedes                                      | Colón   | 9.612     | 9.003     | 6.411     | 3.492     | 2.189     | [ 11 ]  | [ 11 ]  |
| Salsipuedes                                      | Colón   | -         | -         | 5.543     | 3.492     | 2.189     | [ 11 ]  | [ 11 ]  |
| El Pueblito                                      | Colón   | -         | -         | 868       | [ 11 ]    | [ 11 ]    | [ 11 ]  | [ 11 ]  |
| Villa El Fachinal - Parque Norte - Guiñazú Norte | Colón   | 5.710     | 11.848    | 4.939     | 3.631     | 1.027     | [ 11 ]  | [ 11 ]  |
| Villa El Fachinal                                | Colón   | -         | -         | 2.226     | S/D       | S/D       | [ 11 ]  | [ 11 ]  |
| Parque Norte                                     | Colón   | -         | -         | 1.825     | S/D       | S/D       | [ 11 ]  | [ 11 ]  |
| Guiñazú Norte                                    | Colón   | -         | -         | 888       | 864       | [ 11 ]    | [ 11 ]  | [ 11 ]  |
| Mendiolaza                                       | Colón   | 10.271    | 8.161     | 4.204     | 1.536     | 1.181     | [ 11 ]  | [ 11 ]  |
| Saldán                                           | Colón   | 10.605    | 10.432    | 2.099     | 1.868     | 1.646     | [ 11 ]  | [ 11 ]  |
| La Granja                                        | Colón   | 2.456     | 2.911     | 1.936     | [ 11 ]    | [ 11 ]    | [ 11 ]  | [ 11 ]  |
| Agua de Oro                                      | Colón   | 1.918     | 2.061     | 1.553     | [ 11 ]    | [ 11 ]    | [ 11 ]  | [ 11 ]  |
| El Manzano                                       | Colón   | 892       | 1.258     | 869       | [ 11 ]    | [ 11 ]    | [ 11 ]  | [ 11 ]  |
| Canteras El Sauce                                | Colón   | 290       | [ 23 ]    | 289       | [ 11 ]    | [ 11 ]    | [ 11 ]  | [ 11 ]  |
| Total                                            |         | 1.468.842 | 1.447.492 | 1.368.301 | 1.208.554 | 1.004.929 | 792.925 | 591.563 |

El INDEC, a partir del censo 2001, agregó las localidades de La Calera, La Granja y Agua de Oro, mientras que El Pueblito -que era una localidad independiente del Gran Córdoba- pasó a ser parte de Salsipuedes.

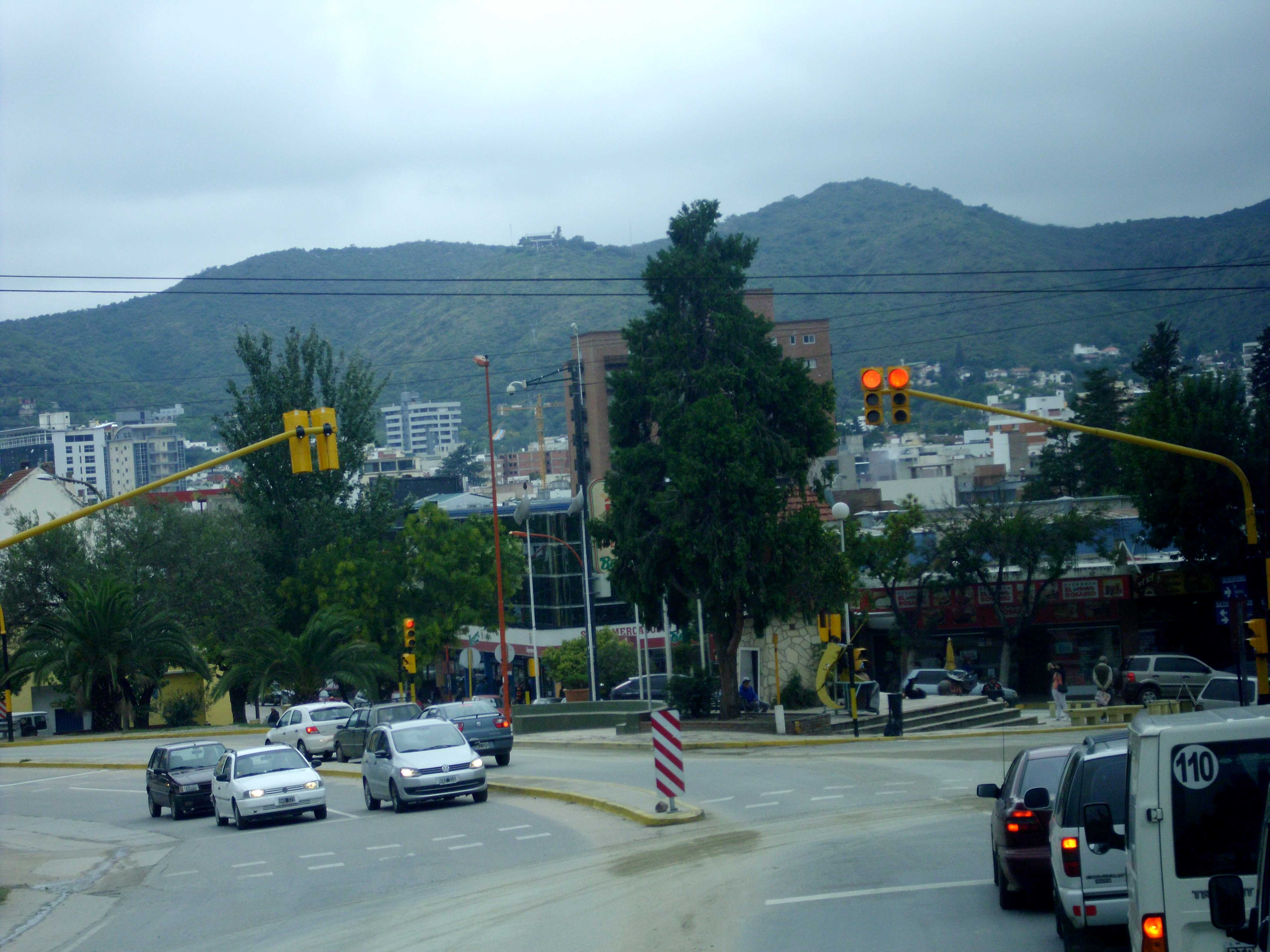
Ciudad de Villa Carlos Paz al sur del Valle de Punilla

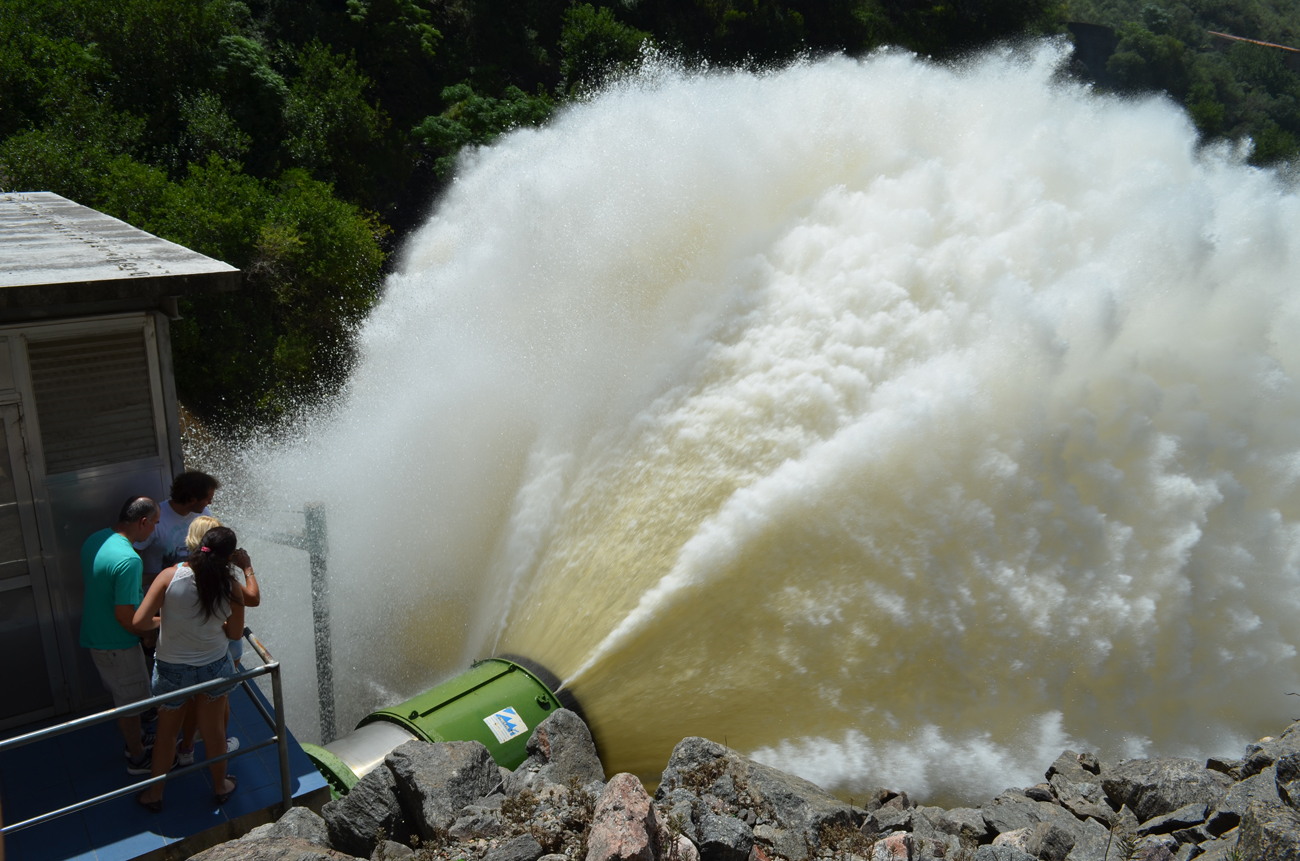
El Dique San Roque, que abastece de agua a buena parte de la ciudad de Córdoba

## Consecuencias del crecimiento
El crecimiento horizontal de la urbe supone un alto impacto ambiental ya que muchas hectáreas de monte serrano han sido desmontadas en las últimas décadas para realizar loteos y construir viviendas. El área del Valle de Punilla y Sierras Chicas son las más perjudicadas por el desmonte. Además otros factores como la erosión y la construcción en zonas inestables pueden producir aludes, derrumbes o inundaciones en épocas lluviosas, como lo sucedido en los municipios de Sierras Chicas (Saldán, Villa Allende, Unquillo) en el febrero de 2015.
A los problemas ambientales hay que sumar los escasos recursos para una población cada vez más numerosa.
El agua es uno de los principales problemas, muchos reservorios en los pueblos fueron construidos en pequeño tamaño y alimentados por arroyos de bajo caudal pensados en servir a las pocas viviendas que existían a mediados del siglo XX. Pero el auge de la construcción y una cantidad de habitantes mayor han hecho que los mismos ya no den abasto.
Una situación similar se ve en materia de infraestructura vial, con rutas colapsadas e inseguras.

## Proyectos Metropolitanos
Los gobiernos provinciales y municipales en los últimos años han comenzado una serie de obras para intentar mejorar la calidad de vida de las personas que viven en el Gran Córdoba.
Algunas de ellas son:
- Inclusión de nuevas localidades a la red de gas natural.

- Aumento en la cobertura de servicios de cloacas en ciudades como La Calera, Mendiolaza, Villa Allende, Malagueño, entre otras.
- Nuevo acueducto que transporte agua desde el Dique Los Molinos a la ciudad de Córdoba. (en construcción)
- Ampliación y mejoras en el Aeropuerto Internacional Córdoba-Pajas Blancas.
- Creación de carriles especiales para buses en algunas avenidas de la ciudad.
- Corredores de bus tránsito rápido Sierras Chicas.
- Corredores Tren Ligero. Desde Córdoba hacia: Villa Carlos Paz, Aeropuerto, Villa Giardino, Alta Gracia, Río Segundo, Jesús María y Montecristo. (proyectados)
- Autobús expreso entre la estación de buses de Córdoba Capital y el aeropuerto internacional.
- Cierre definitivo del “anillo” de la Avenida de Circunvalación.
- Construcción del nudo vial del Tropezón, para agilizar el tránsito.
- Agregado de carriles en Autopista ruta nacional 20, Córdoba-Villa Carlos Paz.
- Autovía ruta nacional 9, hacia la ciudad de Jesús María. (en construcción)
- Autopista ruta nacional 19, Córdoba (Ciudad) - Santa Fe (Ciudad).
- Autovía ruta provincial 36, Falda Del Carmen-Las Jarillas.
- Autovía ruta provincial 5, Córdoba-Alta Gracia.
- Autovía ruta provincial E-53, Córdoba-Salsipuedes.
- Autovía ruta provincial E-55, Córdoba-La Calera.
- Autopista Costa Azul, entre autopista AU 20 y San Roque.
- Autovía ruta 38, San roque-La Cumbre. (en construcción)
- Nudo vial Plaza España.
- Parque Del Chateau.
- Repavimentación y mejoras en rutas E-53 y 38.
- Vía de acceso rápido al centro y Terminal de Ómnibus desde Avenida Circunvalación este.
- Puesta en valor del Arroyo La Cañada y construcción de rambla junto al Río Suquía. (en construcción)
- Parque del Este. (en construcción)